# 北条氏重
北条 氏重（ほうじょう うじしげ）は、江戸時代前期の大名。下総岩富藩2代藩主、下野富田藩主、遠江久野藩主、下総関宿藩主、駿河田中藩主、遠江掛川藩主。
保科正直の四男で、母の多却は徳川家康の異父妹である。また、大岡忠相の外祖父にあたる。
慶長16年（1611年）、後北条氏の一門である北条綱成の孫・氏勝の養子となり、下総岩富1万石を継ぐ。その後、慶長18年（1613年）に下野富田に転封された。慶長19年（1614年）、大坂冬の陣では榊原康勝に属し、岡崎城の守備にあたる。その後、伏見城番を務め、元和5年（1619年）に遠江久野に転封され、寛永17年（1640年）に下総関宿で2万石加増され、正保元年（1644年）の駿河田中の5000石加増を経て、慶安元年（1648年）には最終的に掛川3万石を領した。しかし、5人の子がすべて女子であったため、万治元年（1658年）10月1日に64歳で死去した後、嗣子なく12月22日付で改易となった。その後は、北条綱成系の北条家では、義兄の繁広（氏勝の実弟でその養子となっていた）の家系が旗本として存続した。
『廃絶録』に伝えられるところでは、氏重は秘蔵の黒い馬で鷹狩に出掛けた際に落馬して死んだため、家臣が主君の敵として馬を槍で突き殺したという話が世間に流布したことや、末期養子が認められなかったことが改易の原因とされている。

## 関連作品
- 宮本昌孝『青嵐の馬』（家康と多却の間の隠し子という設定で描かれている）